# U-437 (tàu ngầm Đức)
U-437 là một tàu ngầm tấn công  Lớp Type VII thuộc phân lớp Type VIIC được Hải quân Đức Quốc Xã chế tạo trong Chiến tranh Thế giới thứ hai. Nhập biên chế năm 1941, nó đã thực hiện được mười một chuyến tuần tra nhưng không đánh chìm được mục tiêu nào. U-437 bị hư hại nặng do một cuộc không kích của Không quân Hoàng gia Anh xuống cảng Bergen, Na Uy vào ngày 4 tháng 10, 1944, nên được cho xuất biên chế vào ngày hôm sau, và bị tháo dỡ vào năm 1946.

## Thiết kế và chế tạo

### Thiết kế

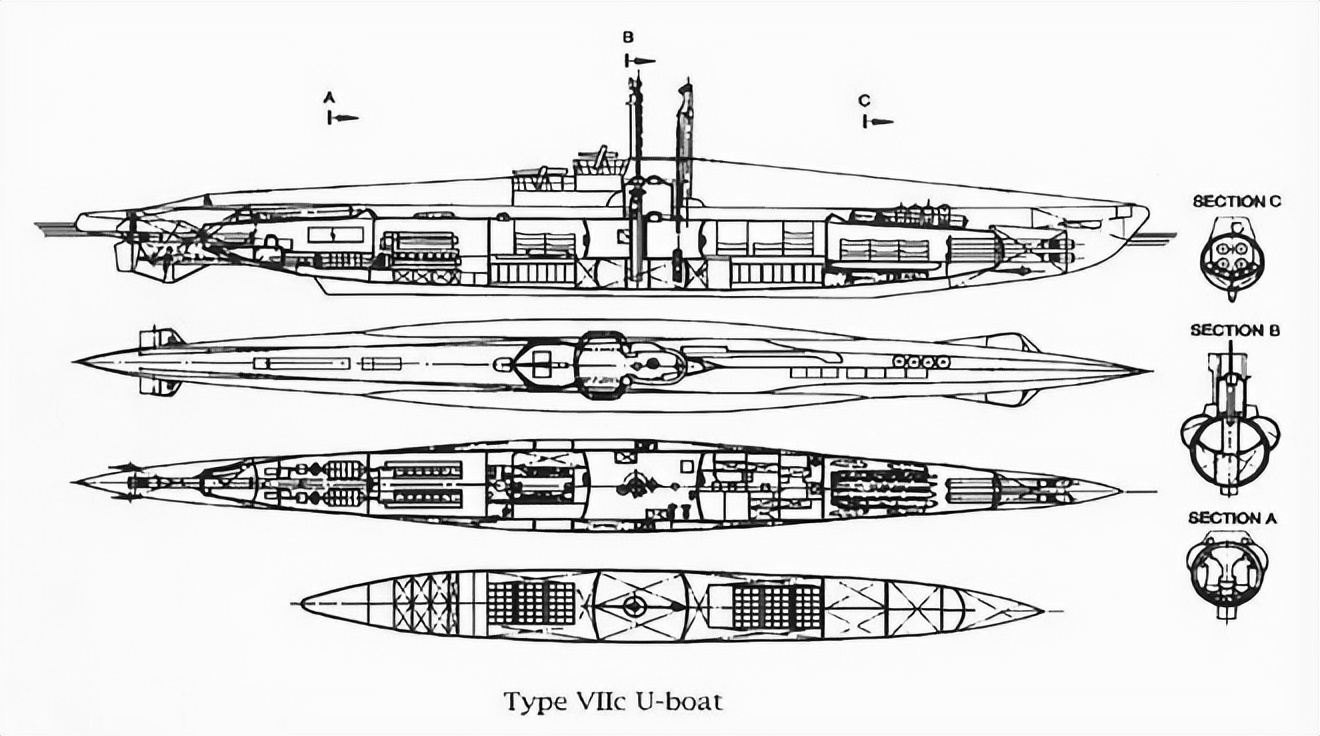
Sơ đồ các mặt cắt một tàu ngầm Type VIIC

Phân lớp VIIC của Tàu ngầm Type VII là một phiên bản VIIB được kéo dài thêm. Chúng có trọng lượng choán nước 769 t (757 tấn Anh) khi nổi và 871 t (857 tấn Anh) khi lặn). Con tàu có chiều dài chung 67,10 m (220 ft 2 in), lớp vỏ trong chịu áp lực dài 50,50 m (165 ft 8 in), mạn tàu rộng 6,20 m (20 ft 4 in), chiều cao 9,60 m (31 ft 6 in) và mớn nước 4,74 m (15 ft 7 in).
Chúng trang bị hai động cơ diesel Germaniawerft F46 siêu tăng áp 6-xy lanh 4 thì, tổng công suất 2.800–3.200 PS (2.100–2.400 kW; 2.800–3.200 bhp), dẫn động hai trục chân vịt đường kính 1,23 m (4,0 ft), cho phép đạt tốc độ tối đa 17,7 kn (32,8 km/h), và tầm hoạt động tối đa 8.500 nmi (15.700 km) khi đi tốc độ đường trường 10 kn (19 km/h). Khi đi ngầm dưới nước, chúng sử dụng hai động cơ/máy phát điện Garbe, Lahmeyer & Co. RP 137/c  tổng công suất 750 PS (550 kW; 740 shp). Tốc độ tối đa khi lặn là 7,6 kn (14,1 km/h), và tầm hoạt động 80 nmi (150 km) ở tốc độ 4 kn (7,4 km/h). Con tàu có khả năng lặn sâu đến 230 m (750 ft).
Vũ khí trang bị có năm ống phóng ngư lôi 53,3 cm (21 in), bao gồm bốn ống trước mũi và một ống phía đuôi, và mang theo tổng cộng 14 quả ngư lôi, hoặc tối đa 22 quả thủy lôi TMA, hoặc 33 quả TMB. Tàu ngầm Type VIIC bố trí một hải pháo 8,8 cm SK C/35 cùng một pháo phòng không 2 cm (0,79 in) trên boong tàu. Thủy thủ đoàn bao gồm 4 sĩ quan và 40-56 thủy thủ.

### Chế tạo
U-437 được đặt hàng vào ngày 16 tháng 10, 1941, và được đặt lườn tại xưởng tàu Schichau-Werke ở Danzig (nay là Gdańsk thuộc Ba Lan) vào ngày 16 tháng 4, 1940. Nó được hạ thủy vào ngày 26 tháng 7, 1941, và nhập biên chế cùng Hải quân Đức Quốc Xã vào ngày 25 tháng 10, 1941 dưới quyền chỉ huy của Hạm trưởng, Đại úy Hải quân Werner-Karl Schultze.

## Lịch sử hoạt động
Sau khi hoàn tất việc huấn luyện trong thành phần Chi hạm đội U-boat 6, U-437 tiếp tục ở lại cùng đơn vị này để hoạt động trên tuyến đầu cho đến khi xuất biên chế.

### 1942

#### Chuyến tuần tra thứ nhất
U-437 khởi hành từ cảng Kiel, Đức vào ngày 4 tháng 4, 1942 cho chuyến tuần tra đầu tiên trong chiến tranh. Nó tiến ra Bắc Hải, rồi băng qua khe GI-UK giữa các quần đảo Shetland và Faroe để vòng qua quần đảo Anh. Nó kết thúc chuyến tuần tra khi đi đến cảng St. Nazaire bên bờ Đại Tây Dương của Pháp đã bị Đức chiếm đóng, đến nơi vào ngày 16 tháng 4. St. Nazaire trở thành căn cứ hoạt động chính của con tàu trong hầu hết quãng đời hoạt động còn lại của nó.

#### Chuyến tuần tra thứ hai, thứ ba và thứ tư
Trong chuyến tuần tra thứ hai diễn ra từ ngày 29 tháng 4 đến ngày 18 tháng 5, U-437 hoạt động tại khu vực giữa Đại Tây Dương về phía Tây Bắc quần đảo Azores.
Chuyến tuần tra tiếp theo của U-437 kéo dài từ ngày 6 tháng 6 đến ngày 12 tháng 8, khi chiếc tàu ngầm băng qua suốt Đại Tây Dương để hoạt động trong biển Caribe. Với 68 ngày hoạt động trên biển, đây là chuyến tuần tra dài ngày nhất của U-437.
U-437 sau đó hoạt động trong Bắc Đại Tây Dương về phía Đông Newfoundland , Canada và phía Đông Nam Greenland trong chuyến tuần tra thứ tư từ ngày 17 tháng 9 đến ngày 15 tháng 11.

### 1943

#### Chuyến tuần tra thứ năm và thứ sáu
U-437 thực hiện chuyến tuần tra thứ năm từ ngày 4 tháng 2 đến ngày 5 tháng 3 để hoạt động tại vùng biển Đại Tây Dương về phía Bắc quần đảo Azores.
Xuất phát từ căn cứ St. Nazaire vào ngày 26 tháng 4 chuyến tuần tra thứ sáu, U-437 vẫn còn đang di chuyển trong vịnh Biscay khi nó bị một máy bay ném bom Vickers Wellington trang bị đèn Leigh thuộc Liên đội 172 Không quân Hoàng gia Anh ném sáu quả bom tấn công vào ngày 29 tháng 4. Chiếc U-boat bị hư hại nặng, và phải nhờ đến sự trợ giúp của tàu ngầm U-455  mới có thể quay trở lại cảng vào ngày hôm sau 30 tháng 4.

#### Chuyến tuần tra thứ bảy
U-437 có một loạt các chuyến đi ngắn từ căn cứ St. Nazaire từ cuối tháng 7 đến cuối tháng 9, trước khi thực hiện chuyến tuần tra tiếp theo từ ngày 26 tháng 9 đến ngày 19 tháng 11. Nó quay trở lại hoạt động ở vùng biển về phía Đông Newfoundland và phía Đông Nam Greenland.

### 1944

#### Chuyến tuần tra thứ tám và thứ chín
U-437 lại có những các chuyến đi ngắn từ căn cứ St. Nazaire trong tháng 1, 1944, trước khi thực hiện chuyến tuần tra thứ tám từ ngày 2 tháng 2 đến ngày 3 tháng 4. Chiếc tàu ngầm đã hoạt động trong Đại Tây Dương về phía Tây Ireland.
Sau đó chiếc U-boat chỉ quanh quẩn trong khu vực vịnh Biscay trong chuyến tuần tra thứ chín, kéo dài từ ngày 6 đến ngày 15 tháng 6.

#### Chuyến tuần tra thứ mười và mười một
Chuyến tuần tra tiếp theo đơn thuần chỉ là sự thay đổi căn cứ hoạt động sau khi lực lượng Đồng Minh đẩy mạnh cuộc đổ bộ Normandy lên phía Tây Bắc nước Pháp. Chiếc tàu ngầm rời cảng St. Nazaire vào ngày 9 tháng 8 và đi đến cảng Bordeaux bốn ngày sau đó.
Khi các căn cứ bên bờ Đại Tây Dương có nguy cơ bị lực lượng Đồng Minh phong tỏa, Hải quân Đức Quốc Xã bắt đầu cho di tản các tàu U-boat về khu vực Bắc Hải. U-437 rời cảng Bordeaux vào ngày 23 tháng 8, và băng ngược lại khe GI-UK giữa quần đảo Faroe và Iceland. Nó kết thúc chuyến tuần tra thứ mười một khi đi đến cảng Bergen, Na Uy vào ngày 21 tháng 9.

### Số phận
Trong một cuộc không kích của máy bay ném bom Không quân Hoàng gia Anh xuống cảng Bergen, Na Uy vào ngày 4 tháng 10, 1944, U-437 bị hư hại nặng và lật úp trong ụ nổi. Nó được cho xuất biên chế vào ngày hôm sau, và được tháo dỡ để làm nguồn phụ tùng cho các tàu U-boat khác. Xác tàu bị lực lượng Đồng Minh chiếm vào tháng 5, 1945 và bị tháo dỡ vào năm 1946.

### "Bầy sói" tham gia
U-437 từng tham gia mười sáu bầy sói:
- Endrass (12 – 17 tháng 6, 1942)
- Blitz (22 – 26 tháng 9, 1942)
- Tiger (26 – 30 tháng 9, 1942)
- Luchs (1 – 6 tháng 10, 1942)
- Panther (6 – 12 tháng 10, 1942)
- Leopard (12 – 19 tháng 10, 1942)
- Veilchen (27 tháng 10 – 4 tháng 11, 1942)
- Robbe (16 – 20 tháng 2, 1943)
- Rossbach (6 – 9 tháng 10, 1943)
- Schlieffen (14 – 22 tháng 10, 1943)
- Siegfried (22 – 27 tháng 10, 1943)
- Siegfried 2 (27 – 30 tháng 10, 1943)
- Jahn (30 tháng 10 – 2 tháng 11, 1943)
- Igel 2 (15 – 17 tháng 2, 1944)
- Hai 1 (17 – 22 tháng 2, 1944)
- Preussen (22 tháng 2 – 22 tháng 3, 1944